# Roger Levesque
Roger Levesque (Portland, 22 gennaio 1981) è un ex calciatore statunitense, di ruolo attaccante.

## Palmarès
- A-League Western Conference Championship: 1

Seattle Sounders: 2004
- USL First Division Championship: 2

Seattle Sounders: 2005, 2007
- USL First Division Commissioner's Cup: 1

Seattle Sounders: 2007
- Lamar Hunt U.S. Open Cup: 3

Seattle Sounders: 2009, 2010, 2011